# Erik Hagen
Erik „Panzer“ Hagen (* 20. Juli 1975 in Veme) ist ein norwegischer ehemaliger Fußballspieler.

## Karriere
Erik Hagen spielte lange Zeit bei norwegischen Mittelständer, erst nach seinem Wechsel zu Vålerenga Oslo wurde er populärer. Nachdem er im Jahr 2004 zum norwegischen Spieler des Jahres gewählt worden war, wurde er auch das erste Mal mit 29 Jahren ins norwegische Nationalteam einberufen.
Seine Einberufung ins Nationalteam und die Wahl zum Spieler des Jahres machten ihn auch für Vereine im Ausland interessant. Zenit St. Petersburg konnte den Spieler für ca. 2,4 Mio. Euro für sich gewinnen. Erik Hagen war der erste Norweger, der den Schritt nach Russland gewagt hat.
Hagen fügte sich schnell in die Mannschaft ein und war sofort Stammspieler. In der ersten Saison spielte er 28 Spiele und bekam 12 Verwarnungen. Zum Ende der Saison wurde er zum Vize-Kapitän gewählt. Im Januar 2008 wechselte er auf Leihbasis bis zum Saisonende zum Premier League Klub Wigan Athletic. Er wurde dort nicht glücklich und kehrte im Sommer 2008 zu seinem Stammklub Vålerenga Oslo zurück. 2010 waren Hønefoss und 2011 Jevnaker seine beiden letzten Karrierestationen.
Sein Zwillingsbruder Rune Hagen ist ebenfalls Profifußballer.